# European Film Awards per i migliori costumi
L'European Film Awards per i migliori costumi viene assegnato al miglior costumista dell'anno dalla European Film Academy.

## Vincitori e candidati
Per ogni costumista viene indicato il titolo del film in italiano e il titolo originale tra parentesi.

### 2010
- 2013
  - Paco Delgado - Blancanieves

- 2014
  - Natascha Curtius-Noss - The Dark Valley (Das Finstere Tal)

- 2015
  - Sarah Blenkinsop - The Lobster

- 2016
  - Stefanie Bieker - Land of Mine - Sotto la sabbia (Under Sandet)

- 2017
  - Katarzyna Lewinska - Pokot

- 2018
  - Massimo Cantini Parrini - Dogman

### Anni 2020
- 2020:  Ursula Patzak – Volevo nascondermi
- 2021:  Michael O'Connor – Ammonite - Sopra un'onda del mare (Ammonite)
- 2022:  Charlotte Walter – Belfast
- 2023:  Kicki Ilander – La terra promessa (Bastarden)
- 2024:  Tanja Hausner – Des Teufels Bad